# Ochotsk

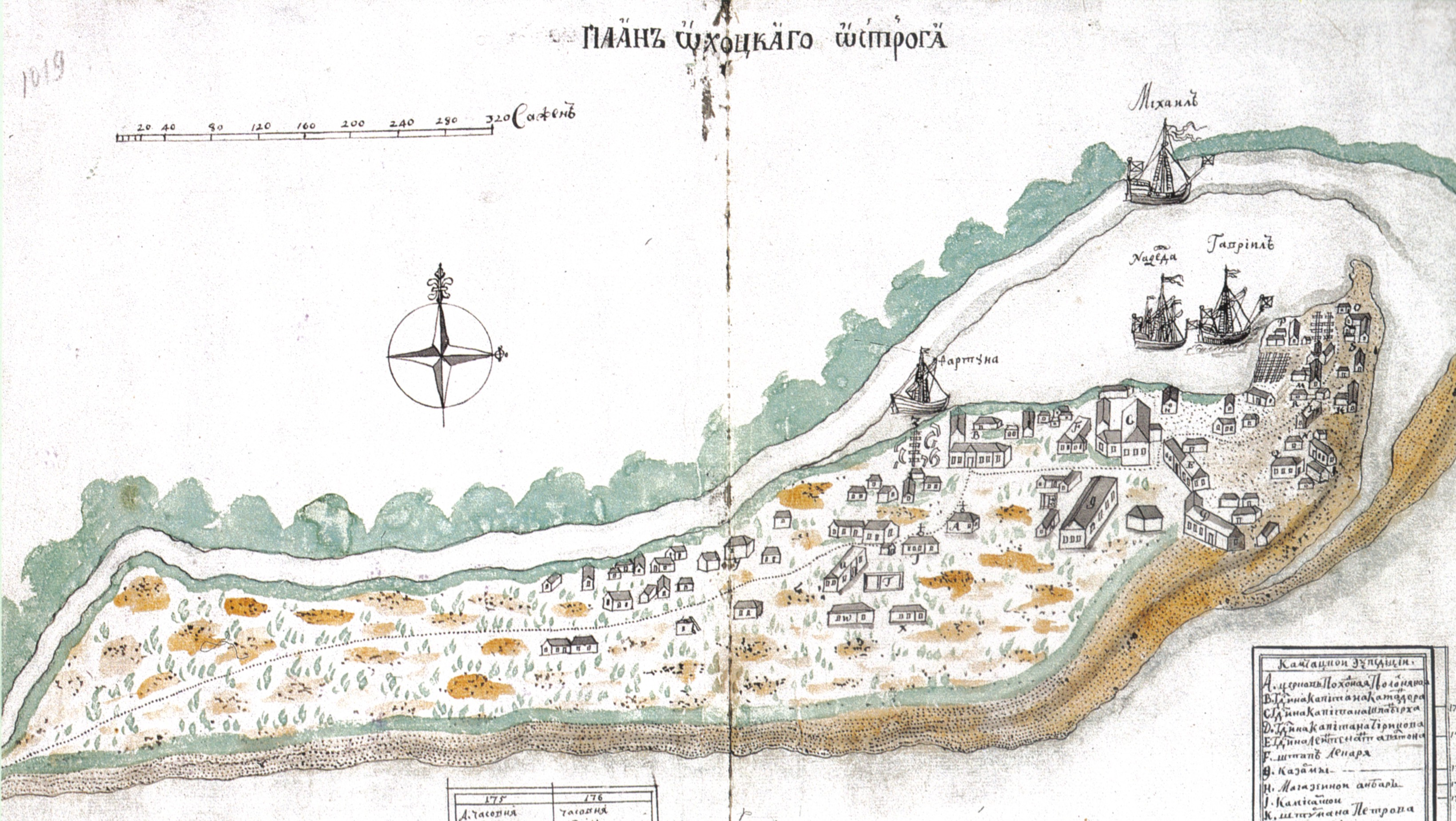
Inkttekening van Ochotsk uit 1737

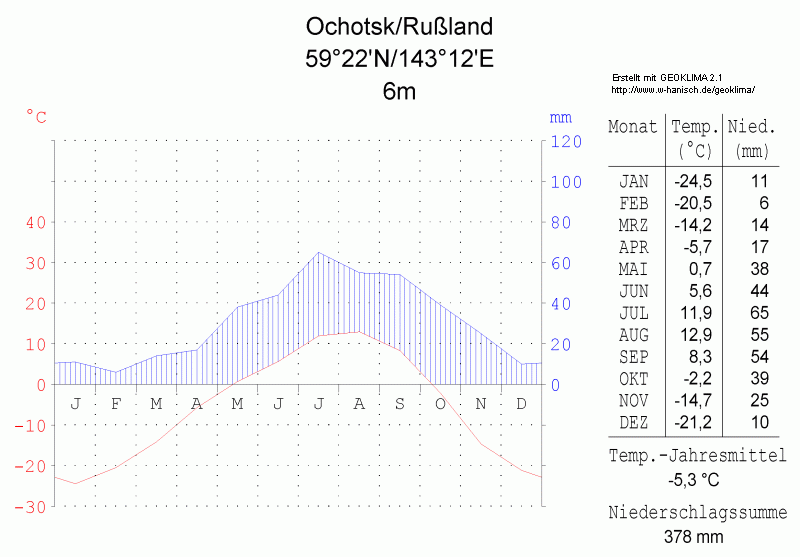
Klimaatdiagram van Ochotsk (Duits)

Ochotsk (Russisch: Охотск) is een nederzetting met stedelijk karakter en een zeehaven in de buurt van de monding van de Ochota en aan de Zee van Ochotsk in de Russische kraj Chabarovsk op 1677 kilometer van de stad Chabarovsk. Ochotsk is het bestuurlijk centrum van het gemeentelijk district Ochotski. De plaats heeft een eigen luchthaven, waarop gevlogen wordt door Dalavia vanaf Chabarovsk.

## Geschiedenis
Niet lang voor de komst van de Russen arriveerden de Evenen en veroverden waarschijnlijk met geweld het gebied.

### Ochotsk als winternederzetting
Ochotsk werd gesticht door de Jakoetse Kozak (zemleprochodets) Ivan Moskvitin, die eigenlijk op zoek was naar zilver na geruchten daarover, als de eerste Russische nederzetting aan de Zee van Ochotsk in 1639. Aanvankelijk was het een winternederzetting ("zimovje s ostrozjkom"). De betrekkingen met de lokale Evenen (door de Kozakken eerst "Toengoezen" en vervolgen Lamoeten genoemd) was vanaf het begin slecht. De Siberische Kozakken probeerden de jasak te innen en namen daarvoor een aantal Eveense amanat (gijzeling van prominente lokale vorsten en hun families). Dit leverde groot verzet op onder de Eveense bevolking en toen de Kozakken ook nog massaal op de sabelmarters gingen jagen, werd het fort verscheidene malen aangevallen, maar de lokale bevolking was niet opgewassen tegen de superieure wapens van de Kozakken.
Een legermacht van slechts 20 Kozakken onder leiding van Moskvitin trok daarop nog in 1639 op naar de dorpen om de jasak te innen. In de pogroms (eigen beschrijving van Moskvitin) die volgden, werden verschillende joerten vernield en verscheidene mensen geslagen om hen tot betaling te dwingen. De winternederzetting werd vervolgens weer verlaten. In 1645 volgde Vasili Pojarkov, die 20 man achterliet (jagers, vissers en dienstlieden) aan de oever van de Ochota voor de inning van de jasak. In 1647 werd Semjon Sjelkovnikov naar het gebied gestuurd om jasak te innen. Hij was uiteindelijk degene die Ochotsk stichtte; eerst als winternederzetting, maar in 1649 werd er een ostrog (houten fort) geplaatst.

### Russische havenplaats en uitvalsbasis aan de Grote Oceaan
Koezma Sokolov bouwde hier in 1716 een boot, waarmee hij naar Kamtsjatka voer, waarna Ochotsk uitgroeide tot een havenplaats. In 1731 ontstond de permanente nederzetting Ochotsk met een permanente haven.
Voor de bescherming van de Russische nederzettingen op de kusten en eilanden van de Grote Oceaan werd door zemleprochodtsy en zeevaarders in Ochotsk de Siberische militaire flottielje gesticht, die later werd overgeplaatst naar Patropavlovsk (het huidige Petropavlovsk-Kamtsjatski), toen die plaats werd gesticht. Deze flottielje is de verre voorganger van de huidige Russische Pacifische Vloot.
Vitus Bering gebruikte Ochotsk als uitvalsbasis voor twee buitengewone expedities over de zeestraat (waaronder de Tweede Kamtsjatka-expeditie) die naar hem genoemd werd, de Beringstraat. Op aandringen van Bering liet de tsaar in 1732 de zeevaartschool van Ochotsk stichtten, voor de opleiding van jonge Kozakkenkinderen. In november 1737 overwinterden de schepen Heilige Petrus en Heilige Paulus van Bering en Tsjirikov bij Ochotsk. Naar deze schepen werd later de stad Petropavlovsk op Kamtsjatka vernoemd.

### Stad en bestuurlijk centrum
In 1783 werd Ochotsk een oejezdstad van de namestnitsjestvo Irkoetsk en in 1790 kreeg de stad haar wapenschild. Het bovenste deel hiervan stelt de sabelmarter van Irkoetsk voor, het zuidelijke deel twee ankers met daarboven een vaandel als teken dat zich bij de stad een haven bevindt.
Onder tsaar Paul I werden bestuurlijke hervormingen doorgevoerd in Siberië en ontstond de oblast Ochotsk, waaronder Tsjoekotka en de kust van Ochotsk vielen. Onder de jurisdictie van Ochotsk stonden ook de steden Nizjnekamtsjatsk (nu in kraj Kamtsjatka) en Gizjiga (nu in oblast Magadan).
In 1812 werd de hele plaats in verband met frequente overstromingen verplaatst naar de andere zijde van de mondingen van de rivieren Ochota en Koechtoej. In 1822 werd een speciaal zeebestuur in Ochotsk gevestigd. In 1849 werd de stad onderdeel van Jakoetië, in 1858 van de oblast Primorje. Tot het begin van de 19e eeuw vormde Ochotsk de belangrijkste Russische haven aan haar oostelijke kust. Hiervandaan werd (naast de expedities van Bering en anderen) ook de vis- en bonthandel opgezet naar het latere Russisch-Amerika, met name Russisch Alaska (begonnen door Grigori Sjelichov in 1783) door de Russisch-Amerikaanse Compagnie.

### Neergang eind 19e eeuw
In 1843 werd de vlootbasis van de Russisch-Amerikaanse Compagnie vanwege de slechte verbinding met Amga overgeplaatst naar Ajan en in 1850 werd de haven verplaatst naar Petropavlovskaja gavan (en in 1856 naar Nikolajevsk) en werd ook de zeevaartschool daarheen verhuisd. Hierdoor werd Ochotsk niet aangevallen tijdens de Krimoorlog, waar Ajan, Petropavlovskaja gavan en andere belangrijke plaatsen wel aanvallen van de Fransen en Engelsen te verduren kregen. De bevolking daalde als gevolg van het verdwijnen van de haven van ongeveer 200 in de jaren 60 van de 19e eeuw naar minder dan 150 eind 19e eeuw.

### Russische Burgeroorlog
In 1919 bereikte de Russische Burgeroorlog Ochotsk toen de witten met steun van Japanse kanonneerboten de stad innamen. Onder dreiging van gewapende goudindustriëlen ontvluchtte een groot deel van de bevolking in 1920 de stad en probeerde Jakoetsk te bereiken. Onderweg verloren velen het leven door bandieten, ziekten en ontberingen. De witten trokken zich daarop ook terug naar Jakoetsk. De witte generaal Pepeljajev landde samen met generaal Rakitin in september 1922 vanaf Ajan opnieuw bij Ochotsk voor een nieuwe aanval op Jakoetsk. Deze aanval bij de rivier de Amga werd echter een mislukking: op 27 februari 1923 werd hij bij het dorp Tsjoeraptsji teruggedreven door rode partizanen en trok zich terug in Ochotsk. Op 5 juni 1923 landde een eenheid van het Rode Leger onder leiding van Stepan Vostretsjov bij Ochotsk, die Rakitins troepen versloeg (Ratikin werd verrast door de troepen tijdens een jachtpartij, schoot zichzelf door de buik en overleed 2 dagen later aan de gevolgen hiervan).

### Sovjetperiode en huidige situatie
In hetzelfde jaar werd de plaats opgenomen in de Russische SFSR van de Sovjet-Unie. In de Sovjettijd werd de zeehaven verder uitgebreid en werden een visverwerkend kombinat, een scheepswerf opgericht, die tot de jaren 80 de belangrijkste plaatsvormende ondernemingen waren.
Na het uiteenvallen van de Sovjet-Unie stortte de economie in. De visverwerkende fabriek werd een seizoensgebonden bedrijf en de scheepswerf werd gesloten. De haven is nog in gebruik, maar is nu een klein havenpunt (minihaven). De bevolking verliet de plaats massaal in de jaren 90 (de bevolking daalde van 9.298 personen in 1989 naar 5.738 personen in Russische volkstelling) en Ochotsk werd bekend als een "stervende plaats". De grenspost Ochotsk aan het uiteinde van de plaats is in feite het bestuurlijke en culturele centrum van de plaats geworden.

## Economie
De plaats heeft een vishaven aan de Zee van Ochotsk met een visserijkombinaat. In het district Ochotski wordt ook vis gevangen en verwerkt. Er bevindt zich een mijnbouwbedrijf, dat zich richt op het onderzoek naar nieuwe ertslagen en de delving van goud en zilver in het district Ochotski.